# Cziprowci (gmina)
Cziprowci (bułg. Община Чипровци) – gmina w północno-zachodniej Bułgarii, w obwodzie Montana.

## Miejscowości
Miejscowości wchodzące w skład gminy Cziprowci:
- Belimeł (bułg.: Белимел),
- Czelustnica (bułg.: Челюстница),
- Cziprowci (bułg.: Чипровци) – siedziba gminy,
- Gorna Kowaczica (bułg.: Горна Ковачица),
- Gorna Łuka (bułg.: Горна Лука),
- Martinowo (bułg.: Мартиново),
- Mitrowci (bułg.: Митровци),
- Prewała (bułg.: Превала),
- Rawna (bułg.: Равна),
- Żelezna (bułg.: Железна).